# جوناثان غولد
جوناثان غولد (بالإنجليزية: Jonathan Gould) مواليد 18 يوليو 1968 في إنجلترا، هو لاعب كرة قدم إنجليزي دولي سابق كان يلعب كحارس مرمى. سبق له أن لعب في كأس العالم لكرة القدم 1998 مع منتخب بلاده. لعب خلال مسيرته 356 مباراة.

## المسيرة الاحترافية

### أندية لعب لها
- ويست بروميتش ألبيون
- كوفنتري سيتي
- برادفورد سيتي
- نادي سلتيك
- بريستون نورث ايند
- نادي بريستول سيتي

## روابط خارجية
- جوناثان غولد على موقع الاتحاد الدولي (مؤرشف)  (الإنجليزية)
- جوناثان غولد على موقع قاعدة بيانات كرة القدم.إي يو (الإنجليزية)
- جوناثان غولد على موقع ناشيونال فوتبول تيمز (الإنجليزية)
- جوناثان غولد على موقع Soccerbase.com (لاعب) (الإنجليزية)
- جوناثان غولد على موقع عالم كرة القدم.نت (الإنجليزية)